# Джон Мак'юен Діел
Джон Мак'юен Діéл (англ. John McEwan Dalziel; 1872–1948) — британський лікар, ботанік і колекціонер рослин.
Він народився в Нагпурі, Індія, в 1872 році. Діел служив медичним місіонером у Китаї у 1895—1902 роках, а потім вступив до Західноафриканської медичної служби і став лісовим інспектором у 1905—1922 роках. З 1923 року працював у Королівському ботанічному саду в К'ю, а в 1925—1927 роках був у ботанічній експедиції на борту дослідницького судна «Utowana», яку очолював ботанік Девід Ґ. Ферчайлд і яку фінансувала філантроп Еллісон Вінсент Армор. Діел також виконував обов'язки медичного офіцера судна. Експедиція Ферчайлда відвідала Шрі-Ланку, Суматру та Яву в 1926 році, а також узбережжя Західної Африки, від Гамбії до Біоко, в 1927 році.

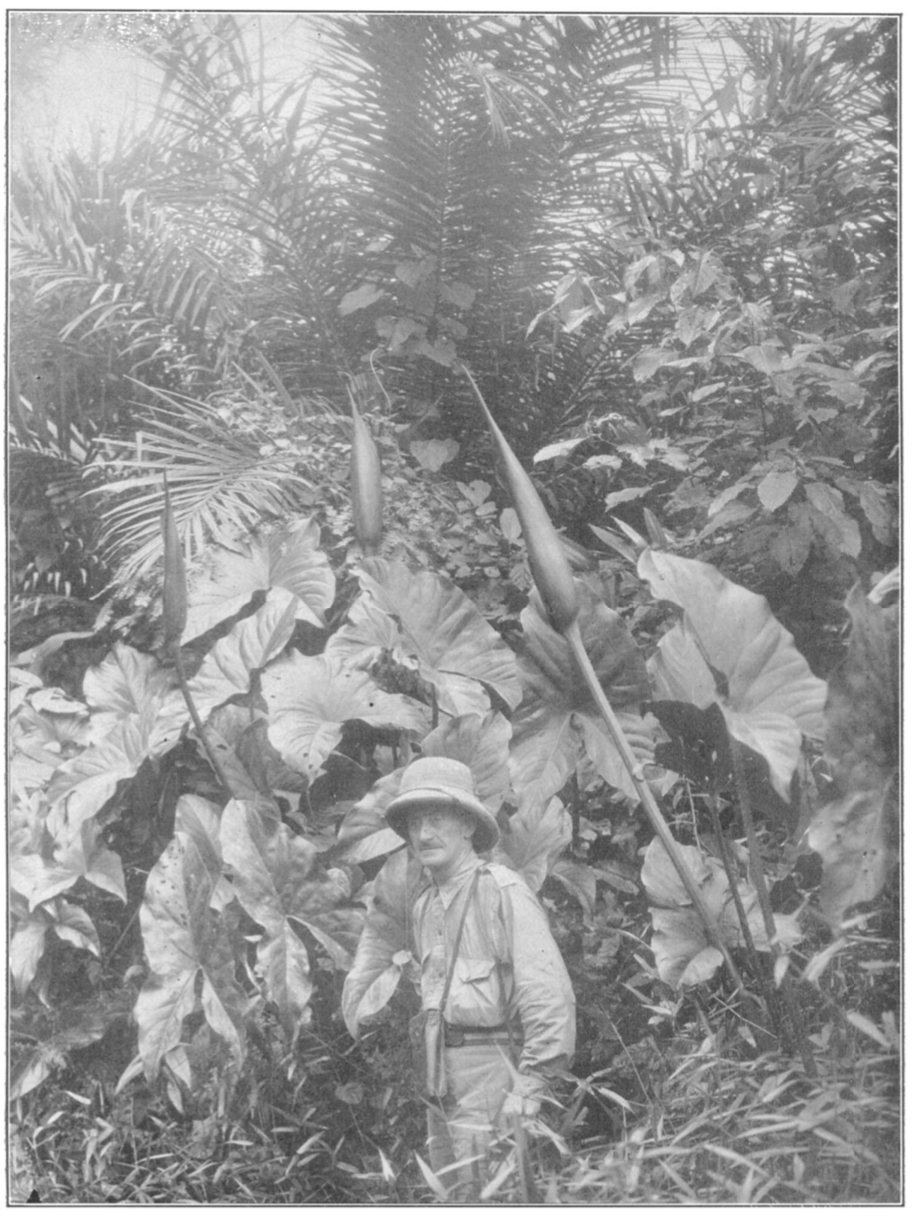
Фотографія Джона Мак'юена Діела з гігантською ароїдною Lasimorpha senegalensis, зроблена в 1927 році поблизу Дуали, Камерун, під час експедиції Ферчайлда до Західної Африки.

Діел активно колекціонував рослини з 1895 до 1927 року, збираючи їх у Китаї та на території сучасних Камеруну, Гамбії, Гани, Гвінеї, Ліберії, Нігеру, Нігерії та Сьєрра-Леоне в тропічній Африці.
Разом з Артуром Г'ю Ґарфітом Алстоном та Джоном Гатчінсоном він редагував « Флору Західної Тропічної Африки». Він є автором або співавтором 488 ботанічних назв, багато з яких – разом з Джоном Гатчінсоном.

## Додаткова інформація
- Діел, Дж. МакЮ. Ботанічний словник мови гауза, Лондон: Т. Фішер Анвін, 1916[2]